# Diagrama cromático

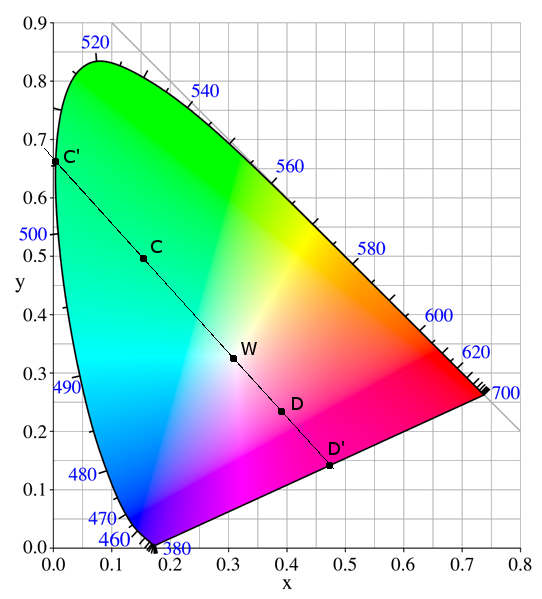
Diagrama cromático del CIE 1931.

El diagrama cromático es un intento, entre otros muchos, de cuantificar las sensaciones de color para facilitar su estudio. 
Cuando la luz incide en un cuerpo, su energía se divide en tres partes (como máximo): una parte se refleja, otra se absorbe y, si el cuerpo es transparente o translúcido, otra se transmite. La importancia relativa de las tres partes depende tanto del cuerpo como de la longitud de onda de la luz incidente. La responsable del color aparente es evidentemente la parte reflejada. Si la superficie del cuerpo no está pulimentada, esta reflexión se produce igualmente en todas las direcciones y se denomina luz difundida. Se denomina poder difusor de una superficie a la fracción de luz incidente que es difundida. Igualmente se definen los poderes absorbente y transmisor.
Si se mezclan luces de colores en un aparato llamado colorímetro sobreponiendo haces de luz procedentes de tres proyectores de colores varios (por ejemplo: azul, verde y rojo) en una pantalla perfectamente difusora, puede observarse que, cambiando su intensidad, se obtienen colores diferentes. También se observa que el sentido de la vista es incapaz, a partir únicamente del color resultante, de distinguir cuáles han sido los tres colores que lo han formado. Esto no pasa con el oído humano, que es (en principio) capaz de separar y apreciar las distintas notas que intervienen en un sonido compuesto.
También puede observarse que hay colores que no se pueden obtener mediante la mezcla de los tres proyectores. Pero, en cambio, sí se puede convertir en color restante de la siguiente manera: si se mezcla el color x que se quiere conseguir con uno de los otros tres proyectores y se modifican las intensidades de los otros dos, al final pueden igualarse. Para conseguir que todos los colores puedan obtenerse como suma de otros tres, fue necesario introducir tres colores básicos ideales a, b y c. No existen en la realidad, solo matemáticamente, pero pueden generar teóricamente cualquier color real.
El diagrama cromático, introducido experimentalmente y estadísticamente por el CIE (Commission Internationale del Eclairage) el 1931, es una forma muy clara de representar los colores en el plano. Se usan unas coordenadas x y y basadas en los colores imaginarios a, b y c. Entonces, los colores reales se representan por puntos de este plano.

## Limitaciones
Aunque el diagrama funciona bastante bien, también presenta importantes limitaciones.
Los observadores humanos comunes no coinciden exactamente en su asociación de colores debido a la absorción diferencial de la luz por pigmentos inertes situados frente a los fotorreceptores. Existen diferencias individuales mucho más grandes en la colorimetría diferencial. Además, el sistema es totalmente inapropiado para 4% de la población (sobre todo varones), porcentaje que comprende las personas cuya visión cromática es anormal. El sistema funciona bien sólo en un intervalo intermedio de luminancias, debajo del cual intervienen los bastones (los receptores de la visión nocturna) y por encima del cual el blanqueamiento de los fotopigmentos visuales altera los aspectos de absorción de los conos.
Por lo tanto, en estas situaciones, el diagrama deja de reflejar los colores tal y como son y pasa a presentar algunas anomalías.

## Utilidades
Gracias a él, se pueden calcular coordenadas cromáticas de colores escpectrales (cada uno de los colores que se distinguen en la descomposición de la luz solar) a partir de la igualación del color y que queden representados en el diagrama. Las coordenadas cromáticas se representan de la siguiente forma:
r= (R/R+G+B)
g= (G/R+G+B)
b= (B/R+G+B)